# Siedzuń dębowy

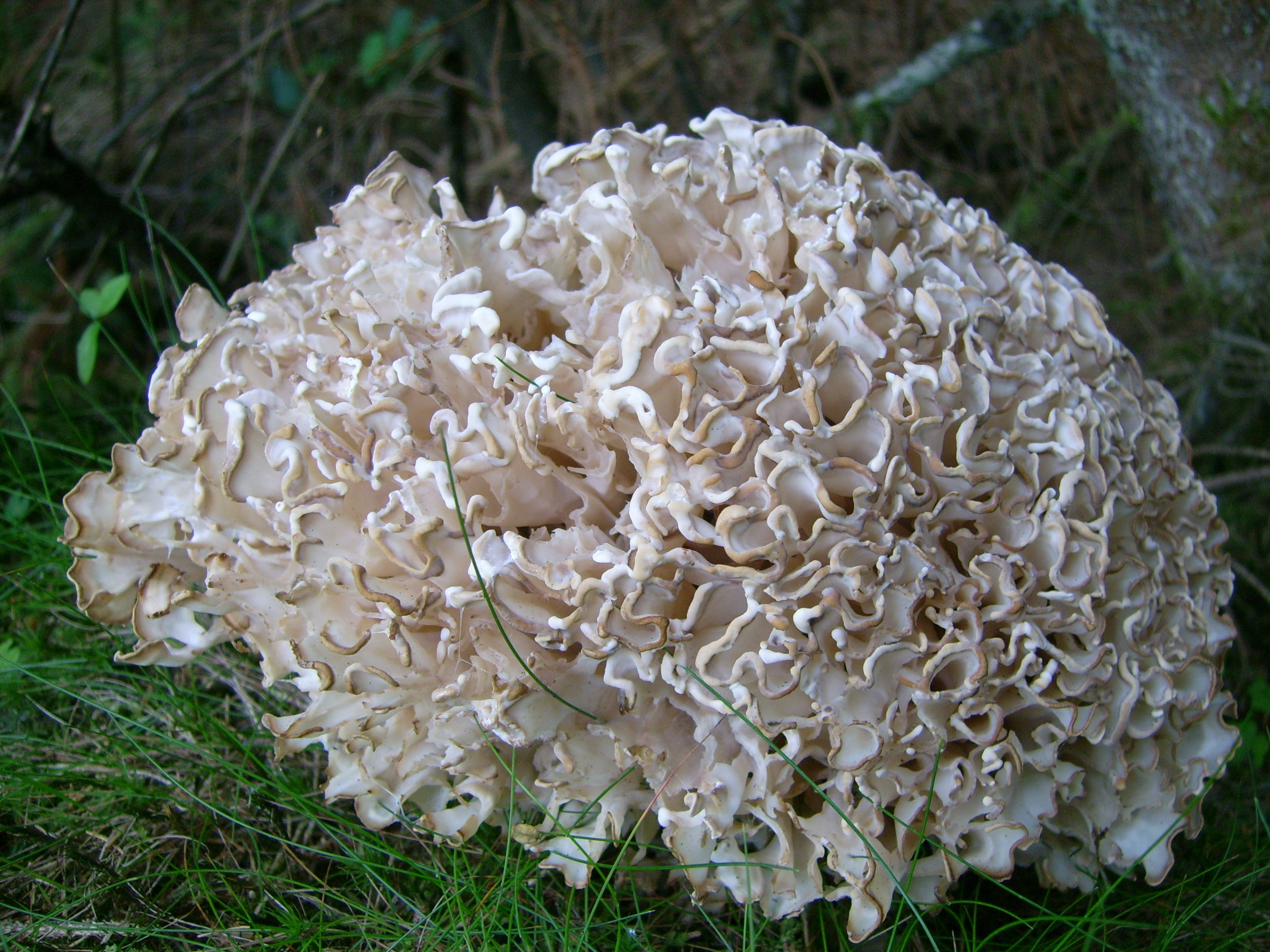

Siedzuń dębowy (Sparassis brevipes Krombh.) – gatunek
jadalnego grzyba z rodziny siedzuniowatych (Sparassidaceae).

## Systematyka i nazewnictwo
Pozycja w klasyfikacji według Index Fungorum: Sparassis, Sparassidaceae, Polyporales, Incertae sedis, Agaricomycetes, Agaricomycotina, Basidiomycota, Fungi.
Nazwę polską podał Władysław Wojewoda w 2000 r. W polskim piśmiennictwie mykologicznym gatunek ten opisywany był też jako szmaciak dębowy lub szmaciak krótkotrzonowy.
Do niedawna występujący pod jodłami siedzuń jodłowy Sparassis niemeci, uważany był za oddzielny gatunek. Według najnowszej wiedzy jest on obecnie synonimem siedzunia dębowego Sparassis brevipes i traktowane są jako jeden gatunek.

## Morfologia
Owocnik
Średnicy 10–50 cm, za młodu jest biały, później słomiastożółty, z dość wzniesionymi elementami zewnętrznymi, grubo listkowato-falistymi do wachlarzowatych, na powierzchniach często barwnie strefowanymi.
Miąższ
Biały; bez zapachu, o smaku łagodnym.
Wysyp zarodników
Zarodniki o średnicy 4,5–6 × 3,5–4,5 µm.
Gatunki podobne
Siedzuń dębowy przypomina barwą i wielkością siedzunia sosnowego (Sparassis crispa), ale jest jaśniejszy i ma szerzej powyginane, bardziej rozpostarte listkowate zakończenia odgałęzień.

## Występowanie i siedlisko
W Polsce gatunek rzadki. Znajduje się na Czerwonej liście roślin i grzybów Polski. Ma status V – zagrożony wyginięciem. W piśmiennictwie naukowym do 2020 r. podano 45 jego stanowisk. Bardziej aktualne stanowiska podaje internetowy atlas grzybów. W latach 1995–2014 objęty był ochroną ścisłą, a od roku 2014 ochroną częściową. Znajduje się na listach gatunków zagrożonych także w Niemczech, Anglii, Norwegii.
Grzyb nadrzewny. Owocniki wytwarza od sierpnia do października na korzeniach buków, dębów, jodeł, modrzewi i świerków. Owocniki wyrastają z twardo zbitej grzybni.